# Cymbopetalum hintonii
Cymbopetalum hintonii là loài thực vật có hoa thuộc họ Na. Loài này được Lundell mô tả khoa học đầu tiên năm 1974.